# Sorbus portae-bohemicae
Sorbus portae-bohemicae är en rosväxtart som beskrevs av M.Lep. Sorbus portae-bohemicae ingår i släktet oxlar, och familjen rosväxter. Inga underarter finns listade i Catalogue of Life.